# تل گردو (کهگیلویه)
تل گردو مربوط به دوران پیش از تاریخ ایران باستان است و در شهرستان کهگیلویه، بخش مرکزی، روستای ده اصفهان واقع شده و این اثر در تاریخ ۲۴ فروردین ۱۳۸۲ با شمارهٔ ثبت ۸۲۸۹ به‌عنوان یکی از آثار ملی ایران به ثبت رسیده است.